# Werner Perathoner
Werner Perathoner (né le 21 septembre 1967) est un skieur alpin italien.

## Coupe du Monde
- Meilleur classement final: 15e en 1995.
- 2 victoires en Super-G.

### Saison par Saison
- Coupe du Monde 1995:
  - Super-G: 1 victoire (Kvitfjell (Norvège)).
- Coupe du Monde 1996:
  - Super-G: 1 victoire (Garmisch-Partenkirchen (Allemagne)).

## Arlberg-Kandahar
- Meilleur résultat : 29e place dans la descente 1993 à Garmisch